# Nijniokurgànne
Nijniokurgànne (en (ucraïnès): Нижньокурганне, en rus: Нижнекурганное, Nijnekurgànnoie) és un poble de la República Autònoma de Crimea a Ucraïna, que el 2014 tenia 74 habitants. Pertany al districte de Simferòpol.